# یورکشایر الکتریسیته
یورکشایر الکتریسیته (انگلیسی: Yorkshire Electricity) شرکت برق بریتانیایی است، که در سال ۱۹۴۸ تأسیس شد.